# Maritimt kulturarv
Maritimt kulturarv brukar avse det kulturarv som har anknytning till sjöfart. Begreppet kan omfatta äldre traditionsfartyg, allmogebåtar, örlogsfartyg, nyttofartyg eller fritidsbåtar. Begreppet avser främst det äldre fartygsbestånd som är i bruk, men även vrak som Regalskeppet Kronan, eller bärgade skepp som regalskeppet Vasa kan ibland räknas till det maritima kulturarvet. Även äldre hamnmiljöer och fyrar räknas ibland in i begreppet. 
Sedan 2001 kulturmärker Statens maritima museer farkoster som man anser viktiga för det maritima kulturarvet. Statens maritima och transporthistoriska museer samarbetar tillsammans med Stockholms Universitet under namnet CEMAS, Centrum för Maritima Studier, för att stärka den tvärvetenskapliga forskningen mellan arkeologi, historia och etnologi. 